# 愛・アマチュア
『愛・アマチュア』（Amateur）は、1994年製作のアメリカ映画。ハル・ハートリー監督・脚本。

## ストーリー
ニューヨークの路地裏で、男が頭に傷を負い、路上に倒れこんでいる。黒髪の女ソフィアはその男＝トーマスが気を失っているのを確認した後、その場から逃げ去った。
辛うじて意識が回復したが過去の記憶を忘れてしまったトーマスは、ひとまず近くのカフェに入る。彼はそこで作家らしき女イザベルに出会う。彼女は修道院を逃げ出した元尼僧で、現在はポルノ作家をしているが、男がそそられないような散文を書こうとする傾向があるため、仕事はうまくいっていない。
トーマスに興味を持ったイザベルは、彼を家に連れ帰って介抱する。
一方、ソフィアの正体は「ロリータ・ポルノ」の仇名を持つポルノ映画女優で、暴力亭主であったトーマスに搾取されており、その仕返しのために彼を殺そうとしたのだった。トーマスが関わっていた犯罪組織の情報が入ったフロッピーディスクをネタに、組織をゆすろうと考えたソフィアは、経理屋のエドワードと組んで一計を案じる。
徐々に記憶の断片を思い出し始めたトーマスは、住んでいたアパートの一室にイザベルと共に向かう。当初から彼を憎からず思っていたイザベルは、部屋にあったセクシーな衣装（恐らくソフィアがつけていたもの）を身につけ、トーマスを誘惑する。いいムードになったのもつかの間、トーマスとイザベルはフロッピーディスクを探しに来たソフィア、さらに組織の暗殺者と鉢合わせしてしまう。

## キャスト
- イザベル・ユペール - イザベル
- マーティン・ドノヴァン - トーマス
- エリナ・レーヴェンソン - ソフィア
- ダミアン・ヤング（英語版） - エドワード

## その他
- サウンドトラックがイーストウエスト・ジャパン（現在のワーナーミュージック・ジャパン）より発売されており、ネッド・ライフル名義で、ハル･ハートリーがオリジナル曲を書き下ろしている。[1]
- ビデオ発売されていたが、現在は廃盤となっており入手困難である。2014年にJVDよりDVDがリリースされた。さらに2019年10月にKADOKAWAより再リリースされる。

## 関連文献
- ハル・ハートリー著、酒井紀子訳 『愛・アマチュア (単行本) 』 キネマ旬報社、1994年12月、ISBN 4873761174

## 主な受賞
- 1994年 カンヌ国際映画祭監督週間招待作品
- 1994年 ニューヨーク映画祭招待作品
- 1994年 トロント映画祭招待作品
- 1994年 第7回東京国際映画祭 ヤングシネマ1994コンペティション・シルバー賞受賞

## 参照
1. ↑  ASIN: B00005HDUH